# Cyphomyrmex nemei
Cyphomyrmex nemei é uma espécie de inseto do gênero Cyphomyrmex, pertencente à família Formicidae.